# 71-615
КТМ-15 (71-615 відповідно до Єдиної нумерації вагонів) — пасажирський високопідлоговий односторонній трамвайний вагон виробництва УКВЗ. Є вузькоколійною модифікацією вагона типу 71-608КМ (для колії 1000 мм) і відрізняється від останнього тільки конструкцією візків. Спроектований спеціально для трамвайної системи П'ятигорська.

## Історія створення
- 1994 рік — розпочато розробку трамвайного вагона зменшеної колії для П'ятигорська. За основу було взято кузов базової моделі 71-608КМ, під який були розроблені візки колії 1000 мм. При проектуванні візків як базова прийнята конструкція чехословацького візка із зовнішніми буксами. Для приводу використовували тягові двигуни ДК-269 зменшених габаритів потужністю 45 кВт і масою 400 кг[1].
- 1995 рік — побудовано два дослідні вагони 71-615, які наприкінці року надійшли в трамвайне депо П'ятигорська для проведення випробувань[1].
- 1997-1998 роки — побудовано ще 10 вагонів моделі 71-615, з яких 9 вагонів надійшли до П'ятигорська. Вагон із заводським номером 00009 не був викуплений, пізніше його обладнали стандартними мостовими візками і продали в Магнітогорськ[1].

## Влаштування вагона

### Кузов
Кузов вагона - з цільнозварним несучим каркасом, виготовлений з порожнистих елементів - труб квадратного і прямокутного перерізу, а також спеціальних гнутих профілів, з'єднаних між собою зварюванням. Обшивка кузова виконана із попередньо натягнутого сталевого листа, привареного до каркаса, внутрішня сторона листів покрита протишумним матеріалом. Обшивка даху з листів склопластику кріпиться болтами до обв'язувальних елементів та дуг каркаса кузова. Внутрішня обшивка стін та стелі вагона виконана з паперовослоїстого пластику, стики якого перекриті алюмінієвими штапиками. Стіни та стеля мають теплову ізоляцію, встановлену між внутрішньою та зовнішньою обшивками. Підлога вагона зібрана з фанерних плит і покрита неслизьким зносостійким матеріалом, піднятим біля стін на 90 мм. Для доступу до підвагонного обладнання в підлозі передбачені люки, закриті кришками.

### Салон
У пасажирському салоні встановлені 32 м'які крісла: зліва — одномісні, праворуч — здвоєні. У бічній стіні є чотири двері зсувного типу. Крайні двері одностулкові, середні - двостулкові (ширина крайніх - 890 мм, середніх - 1390 мм), відкриття та закривання яких здійснюються індивідуальним електромеханічним приводом з рейковою передачею, централізовано з кабіни водія. У кабіні водія, відокремленої від салону перегородкою із засувними дверима, розміщена апаратура керування. На задньому майданчику салону встановлено маневровий пульт керування. Кабіна водія та салон мають гарну природну освітленість у денний час завдяки великим вікнам. Вечірнє освітлення салону — 12 світильників з люмінесцентними лампами потужністю 40 Вт з індивідуальними перетворювачами типу БПЛ-5, розташованими у два ряди; опалення — 19 електропечей з нагрівальними елементами типу ТЕН60, що розташовані під пасажирськими сидіннями, та бортові електропечі, розташовані з правого боку. Скло лобових вікон обігрівається трубчастими нагрівальними елементами. Вентиляція вагона - природна через двері і кватирки.

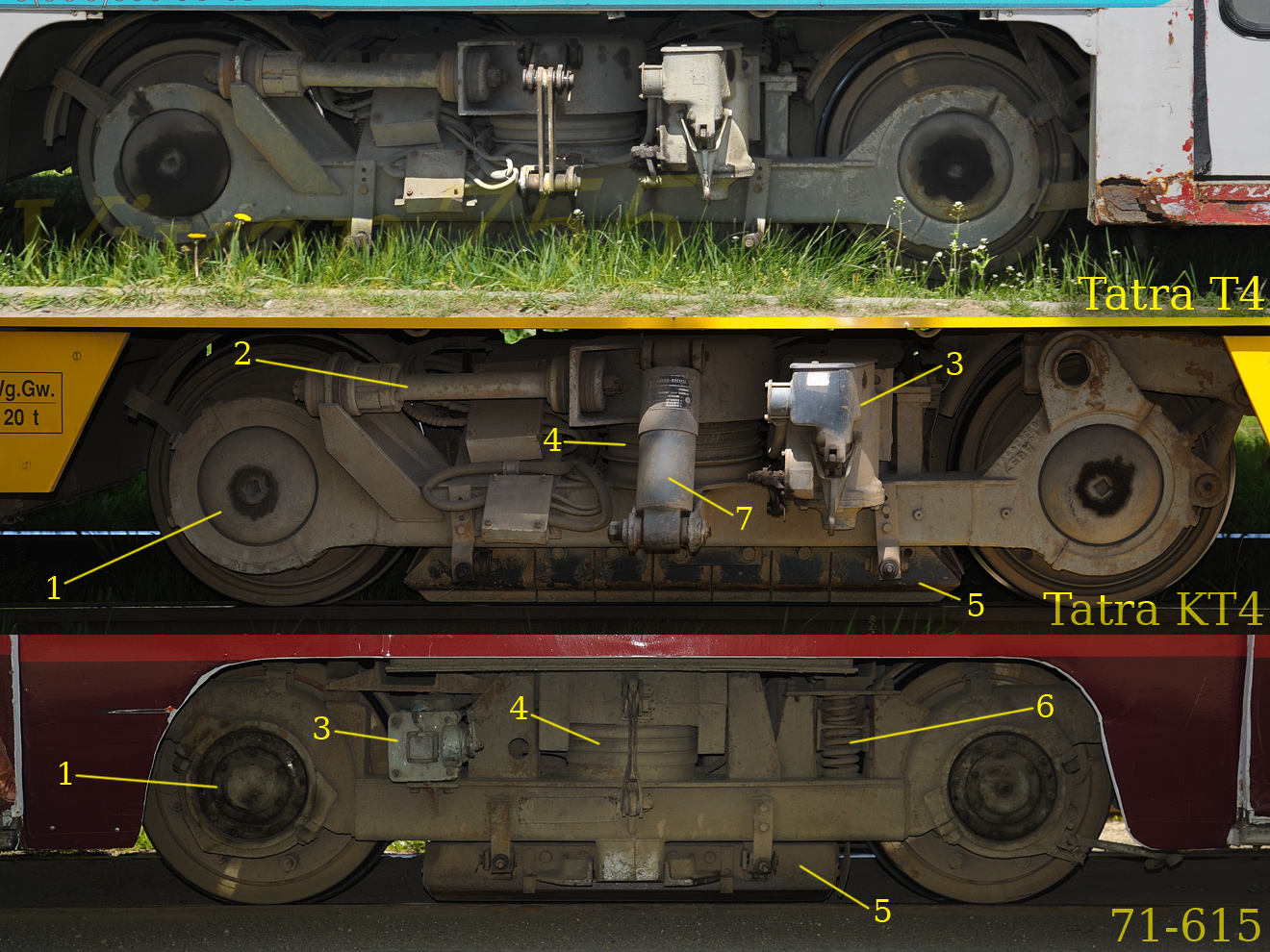
Візки вузькоколійних трамваїв, нижня — візок 71-615

### Двигуни
Вагон обладнаний чотирма тяговими двигунами змішаного збудження типу ДК-269 потужністю 45 кВт. Крутний момент від тягових двигунів через карданний вал із пружною муфтою та одноступінчастий редуктор із зачепленням Новікова передається на колісні пари візка. Живлення тягових двигунів здійснюється від контактної мережі з номінальною напругою 550 В постійного струму через струмоприймач.

### Візки
Візки вагона - рамної конструкції з незалежною підвіскою тягових двигунів. Рама візка зварної конструкції складається з двох поздовжніх та двох кінцевих балок замкнутого перерізу. Через буксові вузли зовнішнього типу рама візка спирається на дві осі відкритого типу. Буксовий вузол складається з осьових підшипників та гумових прокладок. Ресорне підвішування складається з гумометалевих елементів і гвинтових пружин, колеса - підгумовані. На візку встановлені соленоїди приводу механічного гальма та електромагнітні черевики рейкового гальма.

## Експлуатують міста
Станом на січень 2013 року вагони моделі 71-615 експлуатуються в єдиному місті — П'ятигорське.
| Бортовий номер | Заводський номер | Рік випуску | Примітка |
| 201            | 116              | 1995        | -        |
| 202            | 70               | 1995        | Списано  |
| 203            | 424              | 1997        | -        |
| 204            | 425              | 1997        | -        |
| 205            | 428              | 1997        | -        |
| 206            | 429              | 1997        | -        |
| 207            | 430              | 1997        | -        |
| 208            | 446              | 1997        | -        |
| 210            | 447              | 1997        | -        |
| 211            | 448              | 1997        | -        |
| 212            | 451              | 1997        | -        |

## Див також
- П'ятигорський трамвай